# Марчук Надія Олександрівна
Марчук Надія Олександрівна (нар. 21.03.1968 р.) — педагог, поетеса, драматург, перекладач.
Проживає у смт. Срібне Чернігівської області.
Одинадцять років працювала у Срібнянській середній школі вчителем зарубіжної літератури та англійської мови. Організувала й очолювала шкільний театр, вистави якого здобували призові місця на районних конкурсах. Нині за станом здоров'я не працює (є інвалідом першої групи з дитинства, пересувається на милицях).

## Твори і нагороди
З дитинства пише вірші, які друкувалися в районній газеті «Срібнянщина» та чернігівському обласному тижневику «Гарт», а також у газетах «Сіверщина», «Благовіст», «Естафета» (видання дніпропетровської організації інвалідів), «День»; у журналах «Радуга» та «Свічадо». Співпрацювала з журналом «Всесвіт» як перекладач.
Перша поетична збірка «Версії» вийшла у 2005 р. (самвидав), друга — «Прозорий час» — у 2007 р. (видавництво «Ліра», м. Дніпропетровськ).
Авторка має два дипломи конкурсу «Коронація слова» 2004 року за п'єсу «Мавка» (заохочувальний диплом) і 2007 року «Калина та песиголовці».
Протягом листопада і грудня 2013 року виставу за п'єсою «Калина та песиголовці» ставив у США Чиказький театр «Гомін».
Дитяча фантастично-пригодницька патріотична повість «Пригоди Дзвінки та Данилка» зайняла третє місце на першому Всеукраїнському конкурсі дитячої творчості «Золотий лелека» 2007 року. Повість видана на початку 2016 року у видавництві «Апріорі», м. Львів під назвою «Спадкоємець та донька повітрулі».
У січні 2015 року театр «Гомін» (Чикаго, США) здійснив постановку вертепу «Східна війна» за сценарієм Надії Марчук.